# Île Simeonof
L'île Simeonof est une île des Shumagin dans le golfe d'Alaska en Alaska.

## Description
Elle s'étend sur environ 9 km de longueur pour une largeur maximale à peu près identique.

## Histoire
Elle est répertoriée comme refuge pour les loutres de mer depuis 1958 et est classée wilderness en 1976 par le Congrès des États-Unis. Dix-sept espèces de baleines y ont été identifiées. 
La zone est gérée par le Fish and Wildlife Service. Les éleveurs de bétail et de renard ont utilisé l'île entre 1890 et 1930, mais ils l'ont finalement abandonné. Une implantation de bovins est de nouveau tentée en 1960. En 1985, la dernière vache est rapatriée.